# 東那県
東那県（とうな-けん）は中華人民共和国吉林省にかつて存在した県。現在の通化市通化県南西部に相当する。
渤海により西京鴨緑府正州の下に設置された。金代に廃止された。